# Веснино (Ленинградская область)
Веснино (до 1948 года Алакюля, Пюхякюля, Кивяриннотко, мыза Тоупила, Кахвенитса, фин. Alakylä, Pyhäkylä, Kivärinnotko, Toupilan moisio, Kahvenitsa) — посёлок в Плодовском сельском поселении Приозерского района Ленинградской области.

## Название
В переводе с финского Alakylä означает «Нижняя деревня».
По постановлению общего собрания рабочих и служащих совхоза «Первомайское» зимой 1948 года деревня Алакюля получила наименование Первомайское. В июле 1948 года комиссия по переименованию поменяла название насёленного пункта на Отрадное, а в августе того же года наименование в третий раз без каких-либо обоснований было изменено на Веснино. В таком виде переименование было закреплено указом Президиума ВС РСФСР от 13 января 1949 года.

## История
- Деревня Алакюля на финской карте 1923 года

До 1940 года деревни Алакюля и Пюхякюля входили в состав волости Пюхяярви Выборгской губернии Финляндской республики. 
С 1 мая 1940 года в составе Карело-Финской ССР.
С 1 августа 1941 года по 31 июля 1944 года финская оккупация.
С 1 ноября 1944 года в составе Пюхяярвского сельсовета Кексгольмского района
С 1 октября 1948 года в составе Отрадненского сельсовета Приозерского района. В ходе укрупнения хозяйства к деревне Алакюля были присоединены соседние селения Калунполви, Кахвеница, Пипумяки, Котола, Ралла, Пая, Пусула, Пикку-Паппила, Киркко-Пюхяярви, Алатало, Пюхякюля, Пуйккойнен, Кивяринотко, Пехкеля, Пюхяярви.
С 1 января 1949 года учитывается как посёлок Веснино Отрадненского сельсовета.
С 1 февраля 1963 года — в составе Выборгского района.
С 1 января 1965 года — вновь в составе Приозерского района. В 1965 году посёлок насчитывал 369 жителей. 
По данным 1966, 1973 и 1990 годов посёлок Веснино также входил в состав Отрадненского сельсовета.
В 1997 году в посёлке Веснино Отрадненской волости проживали 94 человека, в 2002 году — 63 человека (русские — 90 %).
В 2007 году в посёлке Веснино Плодовского СП проживали 64 человека, в 2010 году — 42 человека.

## География
Посёлок расположен в центральной части района на автодороге 41К-154 (Торфяное — Заостровье).
Расстояние до административного центра поселения — 4 км.
Расстояние до ближайшей железнодорожной станции Отрадное — 2 км. 
Посёлок находится на южном берегу озера Веснино.

## Демография
| 2007 | 2010 | 2017 |
| ---- | ---- | ---- |
| 64   | ↘42  | ↗98  |

## Улицы
Верхняя, Кедровая, Лесная, Песочная, Светлановская, Центральная.